# Torre Gaia (stacja metra)
Torre Gaia – stacja na linii C metra rzymskiego. 
Znajduje się na Via Casilina na skrzyżowaniu z Via di Torre Gaia, obsługujących dzielnice Torre Gaia i Tor Bella Monaca.

## Historia
Budowa wystartowała w 2008. Stacja została otwarta 9 listopada 2014.